# San Felipe (miasto w Kostaryce)
San Felipe de Alajuelita – miasto w Kostaryce; 26 tys. mieszkańców (2006). Przemysł spożywczy, włókienniczy.